# Leubringhen
Leubringhen település Franciaországban, Pas-de-Calais megyében. Lakosainak száma 294 fő (2022. január 1.). Leubringhen Saint-Inglevert, Audembert, Ferques, Landrethun-le-Nord és Leulinghen-Bernes községekkel határos.

## Népesség
A település népességének változása:
| Lakosok száma | 296  | 290  | 301  | 295  | 294  | 293  | 297  | 296  | 294  |
|               | 2013 | 2015 | 2016 | 2017 | 2018 | 2019 | 2020 | 2021 | 2022 |